# یواس‌اس پایک (اس‌اس-۱۷۳)
یواس‌اس پایک (اس‌اس-۱۷۳) (به انگلیسی: USS Pike (SS-173)) یک زیردریایی بود که طول آن ۲۸۳ فوت ۰ اینچ (۸۶٫۲۶ متر) بود. این زیردریایی در سال ۱۹۳۵ ساخته شد.